# Świat nocy
Świat nocy (ang. Night World) – seria powieści autorstwa amerykańskiej pisarki L.J. Smith, autorki sagi Pamiętniki wampirów, opowiadająca o dwóch światach - świecie, który wszyscy doskonale znamy i Świecie Nocy, którym rządzą surowe zasady, a miłość oznacza złamanie wszystkich praw.
Dziewięć różnych historii rozegranych w jednym świecie, połączonych z sobą jedynie kilkoma postaciami. W Polsce wydane po trzy powieści w jednej książce.
Kolejne tomy Świat nocy przez 32 tygodnie pozostawały w czołówce list bestsellerów „The New York Times”.

## Treść
Wampiry, wilkołaki, czarownicy, zmiennokształtni – są wśród nas, choć o tym nie wiemy. Są piękni i śmiertelnie niebezpieczni, a ich urokowi nie potrafi się oprzeć żaden człowiek. Posiadają niezwykłe umiejętności, władają magią, są nieśmiertelni lub potrafią rozmawiać ze zwierzętami. Ale muszą też przestrzegać odwiecznych praw: za wszelką cenę ukrywać swoje istnienie przed ludźmi i nigdy nie wiązać się ze zwykłymi śmiertelnikami. Jednak gdy w grę wchodzi miłość, zapomina się o wszystkich zasadach. Nawet o tych, za których złamanie płaci się najwyższą cenę...

## Powieści
Night World / Świat nocy
| Nr | Tytuł                 | Rok wydania | Tytuł polskiego przekładu | Rok wydania |
| -- | --------------------- | ----------- | ------------------------- | ----------- |
| 1  | Secret Vampire        | 1996        | Dotyk wampira             | 2009        |
| 2  | Daughters of Darkness | 1996        | Córki nocy                | 2009        |
| 3  | Spellbinder           | 1996        | Zaklinaczka               | 2009        |
| 4  | The Chosen            | 1997        | Wybrani                   | 2009        |
| 5  | Dark Angel            | 1996        | Anioł ciemności           | 2009        |
| 6  | Soulmate              | 1997        | Pakt dusz                 | 2009        |
| 7  | Huntress              | 1997        | Łowczyni                  | 2010        |
| 8  | Black Dawn            | 1998        | Czarny świt               | 2010        |
| 9  | Witchlight            | 1998        | Światło nocy              | 2010        |
| 10 | Strange Fate          |             |                           |             |
| 11 | Thicker than Water    | 2010        |                           |             |

## Bohaterowie

### Dotyk wampira
- Poppy North – drobna licealistka z bujnymi, rudo-miedzianymi lokami, zielonymi oczami i czterema piegami na nosie. Na początku wakacji między pierwszą a drugą klasą liceum dowiedziała się, że ma raka trzustki i niewiele tygodni do końca życia. Została uratowana przez przyjaciela z dzieciństwa, Jamesa, który nielegalnie zamienił ją w wampira. W języku angielskim jej imię oznacza: Mak. Pod koniec opowiadania okazało się, że przed przemianą była czarownicą [nieświadomą]
- Phillip North – brat bliźniak Poppy, w niczym nie podobny do swojej siostry (oprócz zielonych oczu). Wysoki, muskularny blondyn. Gwiazda drużyny piłkarskiej, hokejowej i koszykarskiej. Przewodniczący klasy. Według Poppy zbyt sztywny. Dowiedział się o Świcie Nocy podczas przemiany Poppy. Najpierw zniesmaczony postępowaniem Jamesa, po przemyśleniach postanawia pomóc w stworzeniu nowego życia dla siostry. Tak jak Poppy, nieświadomy czarownik.
- James Rasmusen – lamia (wampir od urodzenia). Ma jedwabiste, jasnobrązowe włosy, subtelną, inteligentną twarz i szare oczy, na zmianę przenikliwe i zimne. By przestrzegać zakazów Świata Nocy, dziesięć lat trzymał na dystans przyjaciółkę z dzieciństwa. Wszystko zmieniło się, gdy Poppy śmiertelnie zachorowała. Wtedy postanowił złamać wszystkie zasady swojego świata i ocalić swą bratnią duszę, nielegalnie zamieniając ją w wampira.
- Ash Redfern – lamia,kuzyn Jamesa przystojny wampir z popielatymi włosami do ramion. Ma ładny kształt twarzy, czyste rysy i złośliwe, lekko skośne oczy, które zmieniają kolor. Namówił dopiero co przemienioną Poppy, by pojechała do Starszych, którzy zabiliby ją za bycie nielegalnym wampirem. W ostatniej chwili powstrzymali go Phillip i James.
- Thea – kuzynka Asha, Jamesa i Blaise, czarownica, szczupła z blond włosami oraz brązowymi oczami, łagodna, poważna i rozsądna, zrobiła dla Poppy wyjątek i dała jej się napić swojej krwi.
- Blaise – kuzynka Asha, Jamesa i Thei, czarownica, zjawiskowa, atrakcyjna dziewczyna z gęstymi ciemnymi lokami.
- Gisele – czarownica, miała ciemne włosy i niebieskie, skośne oraz tajemnicze oczy.
- Cliff Hilgard, matka Poppy, rodzice Jamesa, dr. Franklin, dr. Loftus, ojciec Poppy i inni

### Córki nocy
- Mary-Lynnette – jest człowiekiem, ma 17 lat. Ma brata Marka, z którym odkryła tajemnice świata nocy. Ma czarne, lśniące włosy i błękitne oczy. Z początku nienawidziła Asha za to, że jest jej bratnią duszą, jednak później w jego obronie zabiła Jeremiego - wilkołaka. Ma naturę detektywa. Uwielbia patrzeć w gwiazdy, ponieważ fascynuje ją kosmos i astronomia.
- Mark – jak jego siostra - Mary-Lynnette jest człowiekiem, jego bratnią duszą jest Jade. Z wyglądu jest bardzo podobny do swojej siostry Mary-Lynnette. W dzieciństwie chorował na astmę.
- Rowan – lamia (wampir od urodzenia), najstarsza (19 lat) i najspokojniejsza z trzech wampirzych sióstr. Ma włosy koloru ciepłego brązu z orzechowymi pasemkami, które falami opadają jej na plecy. Jej imię oznacza jarzębina, imię to według Mary-Lynnette doskonale odzwierciedla jej wygląd.
- Kestrel – lamia, ma 17 lat. Jej natura jest dzika i nieposkromiona. Jej włosy koloru starego złota, okalają głowę niczym aureola, a oczy ma niczym jastrząb. Jej imię oznacza pustułka.
- Jade – lamia, ma 16 lat. Pokrewna dusza Marka. Siostra Rowan, Kestrel i Asha. Jest drobnokoścista i niewysoka. Włosy ma platynowe, delikatne, jedwabiste, aż do bioder, a oczy srebrnozielone.
- Ash Redfern – lamia, ma 18 lat. Poznajemy go w poprzedniej opowieści. W tej części cyklu przechodzi znaczną przemianę - nie jest już tak wrogo nastawiony do ludzi, jak przed poznaniem swojej bratniej duszy - człowieka Mary-Lynnette. Jego imię oznacza popiół, co prawdopodobnie ma związek z kolorem jego włosów.
- Jeremy Lovett – wilkołak. Przystojny, wyższy od Mary-Lynnette, opalony. Miał brązowe włosy i oczy. Mary-Lynnette była w nim zauroczona, wydawał jej się miły i spokojny, ale jak każdy wilkołak był bardzo impulsywny. Gdy poznała prawdę o nim jej uczucia się zmieniły, został zabity przez nią, gdy chciał zabić Asha. Zabił starą wampirzycę o imieniu Opal.
- ciotka Opal – lamia, ciotka Rowan, Kestrel, Jade i Asha. Została przebita przez Jeremy’ego sztachetą z płotu, pod wpływem impulsu.
- Bunny Marten, Todd Akers, Vic Kimble, ojciec Mary-Lynnette i Marka, Claudine, Quinn

### Zaklinaczka
- Thea Harman – kuzynka Blaise, czarownica, szczupła z blond włosami oraz brązowymi oczami, łagodna, poważna i rozsądna, kocha przyrodę i zwierzęta. Jej bratnią duszą jest Eric.
- Blaise Harman – kuzynka Thei, czarownica, zjawiskowa, atrakcyjna dziewczyna z gęstymi czarnymi lokami, oraz oczami, niczym rozżarzone węgle. Wielokrotnie sprowadzała kłopoty, gdyż lubiła „bawić się” z chłopakami doprowadzając do zrujnowania chłopaków i wyrzucenia jej i Thei ze szkoły.
- Eric Ross – śmiertelnik, pokrewna dusza They, kochał zwierzęta. Przystojny, szczupły, o słodkiej twarzy, jasnych włosach i ciemnozielonych oczach z szarymi plamkami. Odważny, nieśmiały, uzdolniony, bystry, szczery, czuły, silny.
- Rosamund – śmiertelniczka, siostra Erica. Dziewczynka z burzą jasnych włosów, zielonymi oczami
- Suzanne – zły duch, którego wywołała Thea przez przypadek. Była to czarownica, którą spalono na stosie wraz z jej pięcioletnią siostrą - Lucienne i siedmioletnim bratem Clementem
- Dani Abforth – czarownica, koleżanka Thei. Drobna, ładna, miała gęste rzęsy i włosy ciemne, niczym sadza. Miała ciemną skórę.
- Vivienne Morigan – czarownica. Miała lisio rude włosy, melodyjny głos, była wysoka, emanowała energią, miała błyszczące zielone oczy.
- Selene Lucna – czarownica. Platynowa blondynka o sennych niebieskich oczach, drobna. Poruszała się z wdziękiem.
- Edgith Harman – czarownica, nazywana babcią Harman. Babcia Blaise i Thei, Korona. Bardzo stara kobieta, postrach czarownic. Pomarszczona, jak suszona śliwka, zgarbiona, poruszająca się o dwóch laskach.
- ciotka Urszula, Rhys, Cybele, Aradia, Belfana, Kreon, Stary Bob, Nana Buruku

### Wybrani
- Rashel Jordan – łowczyni wampirów - Kocica, bratnia dusza Quinna. Gdy skończyła 5 lat Hunter zamordował jej matkę i porwał jej brata - Timmiego, wampiry mordowała od 12 roku życia, ale pod wpływem Quinna skończyła z tym. Miała ciemne włosy i szmaragdowe oczy. Była samodzielna, wojownicza, niezależna
- Jonh Quinn – wampir, pokrewna dusza Rashel. Miał na zawsze 18 lat, czarne oczy i włosy, miał wyraziste i jednocześnie delikatne rysy, był niezbyt wysoki, szczupły, wysportowany, silny, przystojny, zimny, bezlitosny, aż do chwili, gdy spotkał Rashel
- Daphne Childs – śmiertelniczka, pierwsza przyjaciółka Rashel. Została porwana przez Quinna, Lily i Ivana, uratowała ją Rashel. Była blondynką i miała chabrowe oczy i okrągłą, słodką twarz
- Nyala – łowczyni wampirów. Miała skórę barwy czekolady i nieobecne spojrzenie. Wampir zabił jej siostrę.
- Steve – łowca wampirów. Blondyn o umięśnionych ramionach i spokojnym wyrazie twarzy.
- Elliot – łowca wampirów, założyciel Lansjerów, był starszy od Rashel, wysoki, szczupły, nosił okulary.
- Vicky – łowczyni wampirów, prawa ręka Elliota, lubiła torturować swoje ofiary - wampiry.
- Timmy – brat Rashel, porwany przez Huntera i przez niego zamieniony w wampira. W chwili, gdy Hunter go porwał miał niecałe 5 lat. Miał jedwabiste, czarne włosy, błękitne oczy oraz słodki uśmiech.
- Hunter Redfern – lamia, zmienił Quinna i kolegę Rashel w wampiry, miał 3 córki (Dove, Garnet, Lily,). Miał włosy koloru krwi oraz oczy niczym złoto.
- matka Rashel, Ivan, Lily, Huanita, Missy, Rudi, Fayth, Anne-lise, Keiko

### Anioł ciemności
- Gillian Lennox – zagubiona czarownica. Pochodzi w prostej linii od Hellewise. Odważna i pomocna. Miała blond włosy przypominające białe złoto, które obcięła pod dyktando Gary’ego by udowodnić, że mu ufa. Posiadała też piękne fioletowe oczy emanujące starożytną wiedzą.
- David Blackburn – śmiertelnik, pokrewna dusza Gillian. Miał ciemne włosy i oczy. W szkole miał opinię twardziela, którą zawdzięczał zimnemu błyskowi w oczach.
- Gary Fargeon – duch, kuzyn Gillian. Był czarodziejem i przez przypadek w pewnej zimie zabił małą dziewczynkę (Paula Belizer).
- Tanya Jun – dziewczyna Davida (była). Chciała zniszczyć Davida i Gillian. Miała szare oczy przypominające migdały. Posiadała też długie ciemne loki spływające na jej plecy.
- Amy – przyjaciółka Gillian.
- Ash Redfern – lamia, ma 18 lat. Poznajemy go w poprzedniej opowieści. Uratował Gillian przed śmiercią, wyprowadzając ją z klubu ŚN.

### Pakt dusz
- Hannah Snow – stara Dusza. Człowiek, pokrewna dusza Thierrego. Ma 16 lat, długie blond włosy i duże szare oczy. Na lewym policzku ma znamię, które blaknie w każdym kolejnym życiu. Była zabijana przez Mayę.
- Thierry Descoudres – jest pierwszym stworzonym wampirem, zmieniła go Maya. Jego bratnią duszą jest Hannah i szuka jej zawsze gdy ona narodzi się na nowo.
- Paul – psycholog Hannah
- Lupe – Wilczyca pracuje dla Thierrego
- Catherine „Chess” – stara Dusza, przyjaciółka Hannah
- Maya – pierwsza lamia, córka Hekate. Miała długie do bioder, czarne włosy i duże oczy, które zmieniały kolor. Była zazdrosna o Thierry’ego, zostaje zabita przez Hannah.
- Poppy, James, Ash, Thea, Eric, Rashel, Quinn, Gillian i David

### Łowczyni
- Jezebel Redfern – pół lamia, pół człowiek, Łowczyni. Mówili na nią Jez, nikt nie używał jej imienia. Wysoka, miała długie rude włosy i niebieskosrebrne oczy oraz idealne rysy. Bratnia dusza Mogreada, jedna z Pierwotnych Mocy.
- Mogread Blackthorn – lamia. Miał ciemne włosy i zielone oczy. Pokrewna dusza Jez. Był porywczy, zarozumiały, uparty i żądny władzy- to samo mówił o Jez.
- Hugh Davis – człowiek, Stara Dusza. Przyjaciel Jez. Był niewysoki, miał jasne włosy, kulał od kiedy został zaatakowany przez wilkołaki.
- Raven Mandril – lamia. Wysoka, smukła dziewczyna, o cerze bladej, jak marmur. Miała ciemne włosy, z tyłu krótko ostrzyżone, oraz długą grzywkę.
- Thistle Galena – lamia. Delikatna, drobna, miała jasne i delikatne włosy, ametystowe oczy i lśniące zęby. Wyglądała, jak dziesięciolatka, mimo iż miała tyle samo lat, co pozostali.
- Pierce Holt – lamia. Smukły blondyn, miał głęboko osadzone oczy, wręcz wiało od niego chłodem. Zdrajca, zniknął w tych samych okolicznościach co Lilly.
- Valerian Stillman – lamia. Wielki, mężny, o sylwetce futbolisty. Miał ciemnobrązowe włosy i oczy z szarymi plamkami.
- Iona Skelton – śmiertelniczka, dziecko. Najstarsza Stara Dusza jaką znaleziono.
- Claire – śmiertelniczka, kuzynka Jez.
- Lily Redfern – lamia, córka Huntera Redferna. Używała czarnej energii. Miała jasną cerę, długie czarne włosy i złote oczy. Zniknęła w trakcie uaktywnienia przez Jez jej mocy.

### Czarny świt
- Maggie Neely – człowiek, bratnia dusza Delosa, Wybawicielka. Była niska i pyzata. Miała rude włosy oraz brązowe oczy. Była bardzo wytrzymała, zdecydowana, uparta i polegała na instynkcie.
- Delos Redfern – lamia. Bratnia dusza Maggie, syn Tormentila (Chevrila) Redferna. Posiadał Pierwotną Moc. Miał ciemne, zmierzwione, lekko kręcone włosy, gładką skórę, lśniące, żółte oczy. Był wyższy od Maggie, szczupły i umięśniony.
- Miles Neely – człowiek, brat Maggie. Sylvia zmieniła go w zmiennokształtnego (jastrzębia). Miał kasztanowe włosy. Uwielbiał góry, był bardzo odważny, pomocny.
- Sylvia Weald – czarownica. Uwiodła Milesa, a gdy nie chciał z nią współpracować, zmieniła go w zmiennokształtnego, aby mieć go zawsze przy sobie. Była wysoka, szczupła, wyglądała na kruchą i delikatną. Miała jasne włosy oraz fioletowe oczy. Jej imię oznacza święty gaj. Czarny charakter, pod koniec zmienia się i przyczynia do klęski Huntera. Zaraz po tym zostaje zabita.
- Hunter Redfern – lamia. Miał włosy koloru krwi oraz oczy niczym złoto. Chciał zabić Delosa, za nieprzestrzeganie zasad świata nocy, lecz Delos korzystając ze swej mocy zgładził go. Jego imię znaczy łowca
- Aradia – czarownica. Wieszczka i jasnowidz. Maggie nazywała ją Cady. Miała skórę gładką, koloru kawy z mlekiem, subtelne rysy, wysokie kości policzkowe, idealne wargi, czarne włosy; duże, wyraziste, brązowe oczy okalały długie rzęsy. Od 1 roku życia była niewidoma, ale miała wizje. w roku jej widzenia narodziły się pierwotne moce.
- Gavin – zmiennokształtny (jastrząb). Był ciemnym blondynem o wąskim nosie i ostrym podbródku. Jego imię znaczy jastrząb lub sokół
- Bern – zmiennokształtny (niedźwiedź). Był ogromny, miał szerokie bary, masywną klatkę piersiową, umięśnione ramiona i zadziwiająco wąską talię. Jego imię znaczy niedźwiedź
- P.J. Penobscot – śmiertelniczka. Młoda dziewczynka, ładna, szczupła z krótkimi blond włosami skrytymi pod czerwoną czapką bejsbolową.
- Jeanne – śmiertelniczka. Miała zmierzwione rude włosy, wyrazistą twarz oraz płasko osadzone oczy. Była niewolnicą przez 3 lata.
- Praczka – śmiertelniczka, niewolnica. Najbardziej pomogła Maggie, Cady, P.J., Jeanne.
- rodzice Maggie i Milesa, Pomywaczka, Stara Krawcowa, Opróżniaczka Nocników

### Światło nocy
- Raksha Keller – zmiennokształtna (pantera), mówiono na nią Keller. Agentka Kręgu Świtu. Wysoka, czarne włosy do pasa, szare oczy. Miała 17 lat, była niecierpliwa, nieopanowana i nigdy nie przegrywała. Była bratnią duszą Galena. Jej imię znaczy demon. Siostra Rashel z Księgi drugiej.
- Winfrith Arlin – czarownica, mówiono na nią Winnie. Niewysoka, miała rude włosy. Tak jak Keller, agentka KŚ. Jej nazwisko oznacza „ramię błyskawicy".
- Nissa Johnson – wampirzyca, agentka KŚ. Miała krótkie, jasnobrązowe włosy i ciemnobrązowe oczy. Zawsze myślała logicznie, miała nerwy ze stali i świetnie walczyła.
- Iliana Harman – nieświadoma czarownica posiadająca Pierwotną Moc. Była śliczna, miała 17 lat, złoto-srebrne włosy i fiołkowe oczy, delikatne rysy. Była drobniutka, poruszała się z gracją. Przepowiednia głosiła, że wyjdzie za Galena, lecz widząc, jak Galen kocha Keller, sprzeciwiła się przepowiedni i zawarła z Keller braterstwo krwi.
- Azhdeha – zmiennokształtny (smok). Przystojny, niewysoki, miał proste rysy, czarne potargane włosy i zmierzwioną grzywkę oraz nieprzejrzyste oczy koloru obsydianu. Był bardzo silny, posiadał pięć rogów - skupisk mocy (zwykle smoki posiadają do trzech, góra czterech rogów), używał czarnej energii, mógł się zmienić w każdego. Z pomocą Keller i Galena unicestwiła go Iliana. Jego imię po persku znaczy smok.
- Galen Drache – zmiennokształtny (lampart), z Pierwszego Domu zmiennokształtnych, członek KŚ. Miał złotozielone oczy, włosy koloru starego złota okalające bladą twarz o idealnych rysach. Wyglądał, jak książę z bajki, młody i niedoświadczony, nie był wojownikiem. Pokrewna dusza Keller, dla niej dokonał pierwszej przemiany. Jego imię znaczy spokojny, a nazwisko - smok.
- Edgith Harman – czarownica, nazywana babcią Harman. Prapraciotka Iliany, Korona. Pomarszczona, jak suszona śliwka, zgarbiona, poruszająca się o dwóch laskach, jej skórę pokrywały setki półprzezroczystych zmarszczek, miała niewiele mlecznobiałych włosów, jej oczy były szare z nutką lawendy. Została zabita przez zmiennokształtnych - 2 wilki i tygrysa.
- Brett Ashton-Hughes – człowiek, brat Jaime. Miał tak jak siostra ciemnoniebieskie oczy, ciemno-orzechowe włosy i białe zęby, był przystojny i podkochiwał się w Ilianie. Został opętany przez Azhdehę, który zmusił go do uwięzienia Keller.
- Jaime Ashton-Hughes – śmiertelniczka, najlepsza przyjaciółka Iliany. Była niedosłysząca. Miała ciemnoniebieskie oczy i ciemne włosy.
- Alex – nieświadomy czarownik, braciszek Iliany. Mały brzdąc, który na Keller mówił Kee-kee (tak mówi na kotka), bardzo się do niej przywiązał, lubił zwierzęta. Najprawdopodobniej potrafił wyczuwać, jakim zwierzęciem ktoś jest.
- rodzice Iliany, rodzice Galena, Aradia, Cybele